# Bodzanów
Bodzanów é um município no centro da Polônia. Pertence à voivodia da Mazóvia, localizada às margens do rio Mołtawa, na parte ocidental da voivodia, no condado de Płock. É a sede da comuna urbano-rural de Bodzanów.
Estende-se por uma área de 4,8 km², com 1 135 habitantes, segundo o censo de 31 de dezembro de 2022, com uma densidade populacional de 236,5 hab./km².
Bodzanów era uma cidade clerical fundada em 1351, localizada na Terra de Wyszogród da voivodia da Mazóvia. A cidade governamental da Polônia do Congresso em 1827 estava localizada no condado de Płock, da voivodia de Płock. Em 13 de janeiro de 1870, perdeu seus direitos municipais, sendo incorporada à comuna de Mąkolin. Em 30 de agosto de 1946, tornou-se a sede da recém-criada comuna de Bodzanów, nos anos de 1954–1972, da gromada de Bodzanów e nos anos de 1972–2020 novamente da comuna de Bodzanów. Nos anos 1975–1998, a cidade pertenceu administrativamente à voivodia de Płock. Em 1 de janeiro de 2021, a sede da comuna de Bodzanów foi transferida para Chodkowo.
Bodzanów recuperou seus direitos de cidade em 1 de janeiro de 2023. Ao mesmo tempo, o Ministério do Interior e da Administração estipulou que o Conselho da Comuna de Bodzanów deveria resolver a questão da sede das autoridades da Comuna de Bodzanów, de modo que ela ficasse localizada na cidade de Bodzanów e não na vila de Chodkowo. Em 1 de janeiro de 2024, os lotes de terra com uma área total de 9,75 ha do distrito cadastral de Chodkowo foram incorporados a Bodzanów ao longo da rua Bankowa, incluindo as terras nas quais o escritório comunal está localizado, colocando-o assim nos limites administrativos da cidade. No entanto, a sede oficial da comuna não foi alterada, de modo que Chodkowo continua sendo a sede formal da comuna de Bodzanów.

## História
Bodzanów foi mencionada pela primeira vez em documentos do século XII. A aldeia foi dada aos norbertinos de Płock por Olt, filho do voivoda de Żyra. Em 1351, a pedido da prioresa norbertina Grzymki (Grzymisława) e do reitor do convento, Stanisław, o duque Bolesław III concedeu ao assentamento direitos de cidade (conforme a lei de Chełmno). Os habitantes viviam do comércio de produtos agrícolas e da venda de gado e cavalos (Bodzanów era famosa por suas feiras de cavalos).
Em 1415, o duque da Mazóvia, Janusz I, estabeleceu uma feira em Pentecostes em Bodzanów. Seu sucessor Bolesław IV confirmou em 1436 o foral da cidade. Em 1570, Bodzanów já tinha 400 habitantes. O subúrbio de Bodzanów, localizado na margem direita do rio Mołtawa, era propriedade particular e pertenceu, no século XV, ao chanceler de Płock, Andrzej de Zakrzew. O dilúvio sueco enfraqueceu seriamente a importância de Bodzanów. A cidade estava tão despovoada que no final do século XVIII viviam aqui cerca de 100 pessoas. A situação foi agravada pelos incêndios − os maiores por volta de 1745 e antes de 1775. No final do século XVIII, os judeus começaram a se estabelecer na cidade. Em 1810, Bodzanów era uma cidade governamental pobre. A sinagoga foi construída apenas no final do século XIX. Além disso, havia várias casas de oração judaicas na cidade, incluindo os apoiadores do tsadic de Góra Kalwaria e Aleksandrów. Os primeiros rabinos no século XIX foram Mendel Prajs e Henoch Henich Nawri. A partir de 1820, considerou-se a revogação dos direitos de cidade. Aconteceu em 1869, Bodzanów perdeu seus direitos de cidade e tornou-se um assentamento na comuna de Mąkolin, que existiu até 1939. Os habitantes de Bodzanów ficaram com o direito de adotar resoluções sobre o assentamento. Por volta de 1880, havia uma escola primária, uma hospedaria, um correio e 6 feiras por ano. Há uma brigada de incêndio em Bodzanów desde 1907. Em 1920, 2 000 pessoas com direito a voto foram registradas, na época os judeus constituíam 70% da população total.
Durante a Primeira Guerra Mundial, o exército russo forçou os judeus a deixar Bodzanów. Após um rápido retorno, eles fundaram o Comitê de Ajuda Judaica, que fornecia aos pobres, especialmente crianças, refeições quentes gratuitas.
Em 1922, os judeus foram acusados (infundadamente, como se descobriu após a investigação) de iniciar um grande incêndio na cidade.
Durante a Segunda Guerra Mundial, os alemães transformaram a igreja em um depósito de grãos, padres foram transportados para o campo de concentração alemão de Soldau (KL) em Działdowo, os judeus de Bodzanów foram executados no campo de extermínio de Treblinka e a sinagoga local foi destruída. No campo de Działdowo, entre outros, foi assassinado o padre Adam Goszczyński (1875–1941) − pároco de Bodzanów, organizador do Corpo de Bombeiros Voluntários, círculo agrícola e orfanato para crianças pobres. A execução de 13 poloneses também ocorreu aqui.
Os alemães criaram um gueto na cidade. Em fevereiro e março de 1941, alguns dos habitantes foram deportados para o gueto de Nowy Dwór, enquanto outros foram deslocados para o distrito de Radom no Governo Geral. A maioria foi encontrada no acampamento em Bielsko.
Após a Segunda Guerra Mundial, Bodzanów tornou-se a sede da comuna recém-criada e o desenvolvimento intensivo da vila começou.
Em 28 de outubro de 2021, o Conselho da Comuna de Bodzanów adotou uma resolução para realizar consultas públicas com os residentes da comuna sobre a concessão da cidade de Bodzanów. As consultas realizadas em 8 de dezembro de 2021 contaram com a participação de 223 moradores da comuna, de um total de 8 004 elegíveis. Deste número, 150 pessoas foram a favor, 40 contra, 32 abstiveram-se e uma pessoa não votou. Em 1 de janeiro de 2023, o estatuto de cidade foi restaurado.

## Monumentos históricos

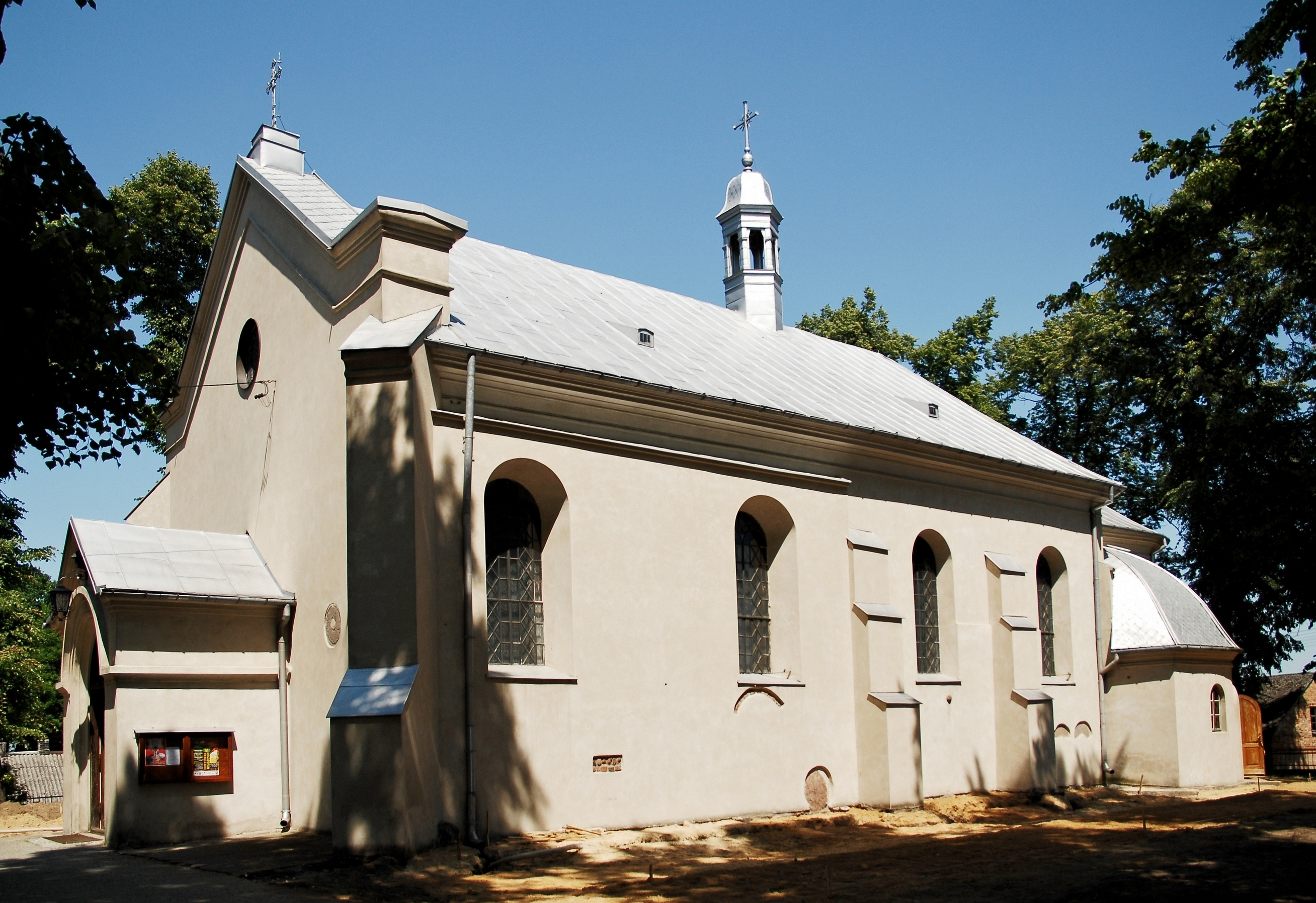
Igreja de Assunção da Bem-Aventurada Virgem Maria

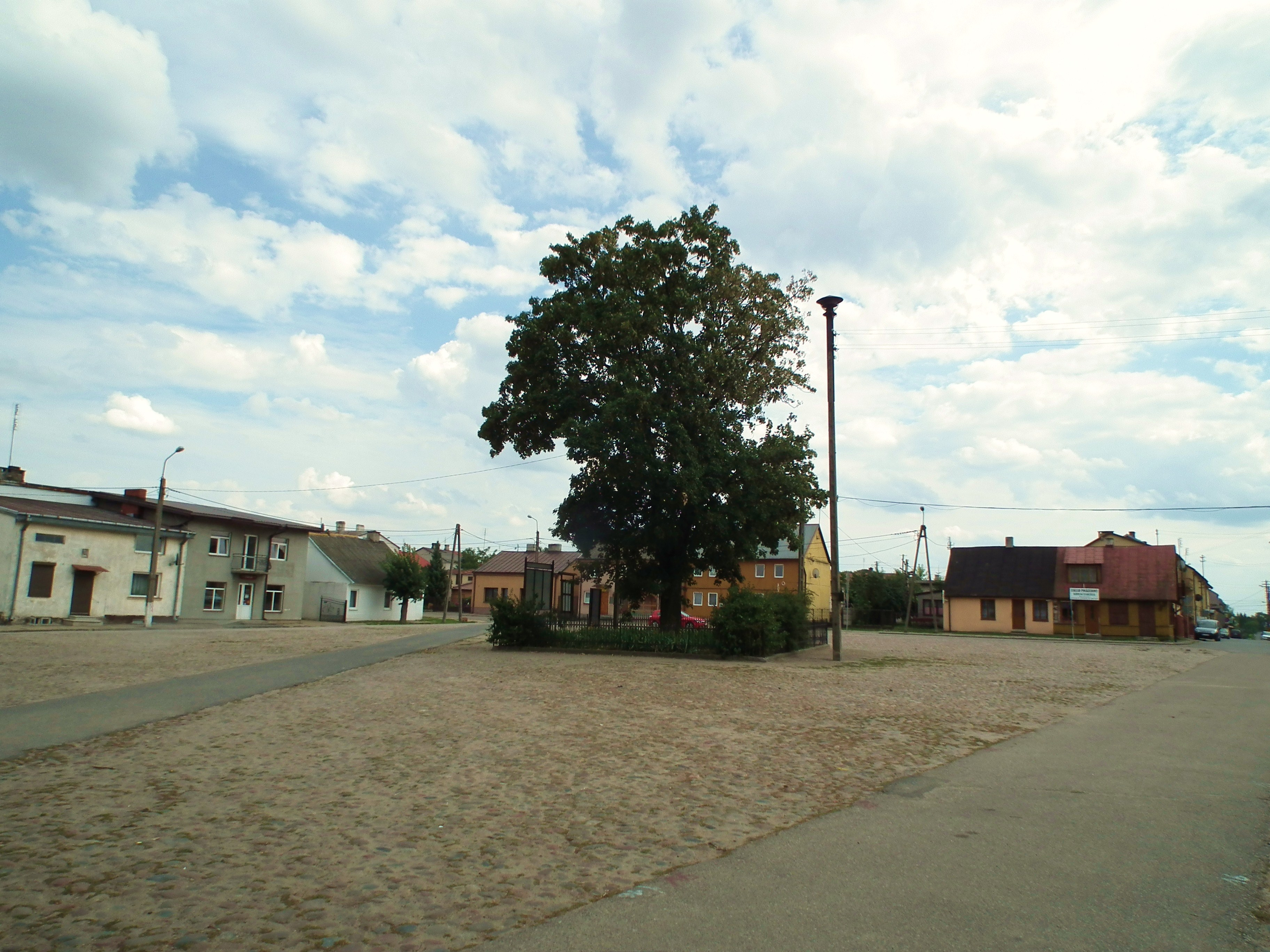
Praça da cidade em Bodzanów

- Igreja paroquial gótica da Assunção da Bem-Aventurada Virgem Maria do século XV, reconstruída no século XVII. Construída em tijolo com pedras do campo, numerosas rodas de moinho e pedras do campo embutidas nas paredes. A igreja é rebocada, tipo salão, fechada em três lados sem presbitério separado. Mobiliário barroco, tipo maneirista. A igreja é um monumento legalmente protegido.[21]
- Casa paroquial construída nos anos 1890–1898, em tijolo, rebocada, com telhado de duas águas coberto com chapa metálica
- Cemitério inaugurado em 1796, fechado no início do século XX, na estrada de Wyszogród para Płock. Entre outras, destaca-se uma lápide em forma de arco triunfal de arenito. Kassylda Miszewska (falecida em 1866), a proprietária de Karwów, foi enterrada lá
- Cemitério da igreja ativo até 1796. Murado. Existem dois tampos de pedra do século XVI e uma cruz missionária
- Vestígios de dois cemitérios judeus. O primeiro fica atrás de Mołtawa, perto do moinho de vento, onde restam fragmentos da cerca de concreto. O local após o segundo, localizado na parte sul de Bodzanów, está coberto de arbustos
- Ruínas de um moinho de água na rua Sierakowski
- Moinho de vento em Łysa Góra, anteriormente movida pelo vento, nos últimos anos se transformou em elétrico.

## Esportes
Em 15 de janeiro de 1976, foi fundado o clube esportivo Huragan Bodzanów, originário do LZS Bodzanów fundado em 1946. Em 1978, a equipe disputou a Liga Interprovincial, que naqueles anos era a quarta classe na Polônia. Desde o início, o clube teve uma seção de futebol, e também seções de tênis de mesa e ciclismo.

## Religião
- Igreja Católica
  - Paróquia da Assunção da Bem-Aventurada Virgem Maria[25]
- Antiga Igreja Católica Mariavita
  - Os fiéis pertencem à paróquia da Visitação de Santa Isabel pela Bem-Aventurada Virgem Maria em Pepłów[26]
- Igreja Católica Mariavita
  - Os fiéis pertencem à paróquia da Santíssima Trindade em Felicjanów[27]